# Senatello
Senatello è un piccolo borgo medioevale nei pressi del confine tra Emilia-Romagna e Toscana, nel comune romagnolo di Casteldelci. Si trova nella provincia di Rimini, a seguito del passaggio di sette comuni del Montefeltro storico, tra cui Casteldelci, dalla provincia di Pesaro a quella di Rimini. Senatello si trova nella parte più a sud-ovest della provincia e ne è la località abitata con la massima altitudine sul livello del mare (950 metri), circostanza che assicura un clima tipicamente montano, con estati mediamente fresche e precipitazioni nevose che possono anche risultare abbondanti nel periodo invernale. Dista 2 chilometri dal paese di Balze di Verghereto, in provincia di Forlì-Cesena. Il fiume Senatello, che scorre a valle del paese e la cui sorgente è situata alle falde del Monte Aquilone (gruppo del Fumaiolo), è il maggior affluente del Marecchia.
Nel 1219 vi nacque tale Rodolfino da Senatello, nobile di montagna, unico personaggio di cui vi siano tracce storiche certe. Intorno al 1400 i duchi Montefeltro di Urbino, lo elessero a loro postazione di caccia e vi costruirono un palazzotto sormontato da torrione, oggi non più presente, nel rione della Rocca. L'inquilino più famoso fu senza dubbio Federico da Montefeltro e il suo stemma, in pietra e finemente lavorato, è ancora visibile accanto al portone d'ingresso principale di quello che fu il suo palazzo, portante la data 1474.
Successivamente fu dei Perfetti da Vico, poi di Guidobaldo da Montefeltro, appartenne anche a Cesare Borgia (1502-08), a Lorenzo de' Medici (duca di Urbino) (1517), al Comune di Firenze (1518) e nuovamente ai duchi di Urbino (1522), seguì poi le vicende storiche generali del Montefeltro.
Oggi il paese, in gran parte restaurato, mostra case che risalgono per lo più al Trecento-Quattrocento. Vi si trova un piccolo agriturismo, e sono disponibili case in affitto. Sentieri e mulattiere consentono escursioni naturalistiche. 